# Place Chacha (Ouidah)

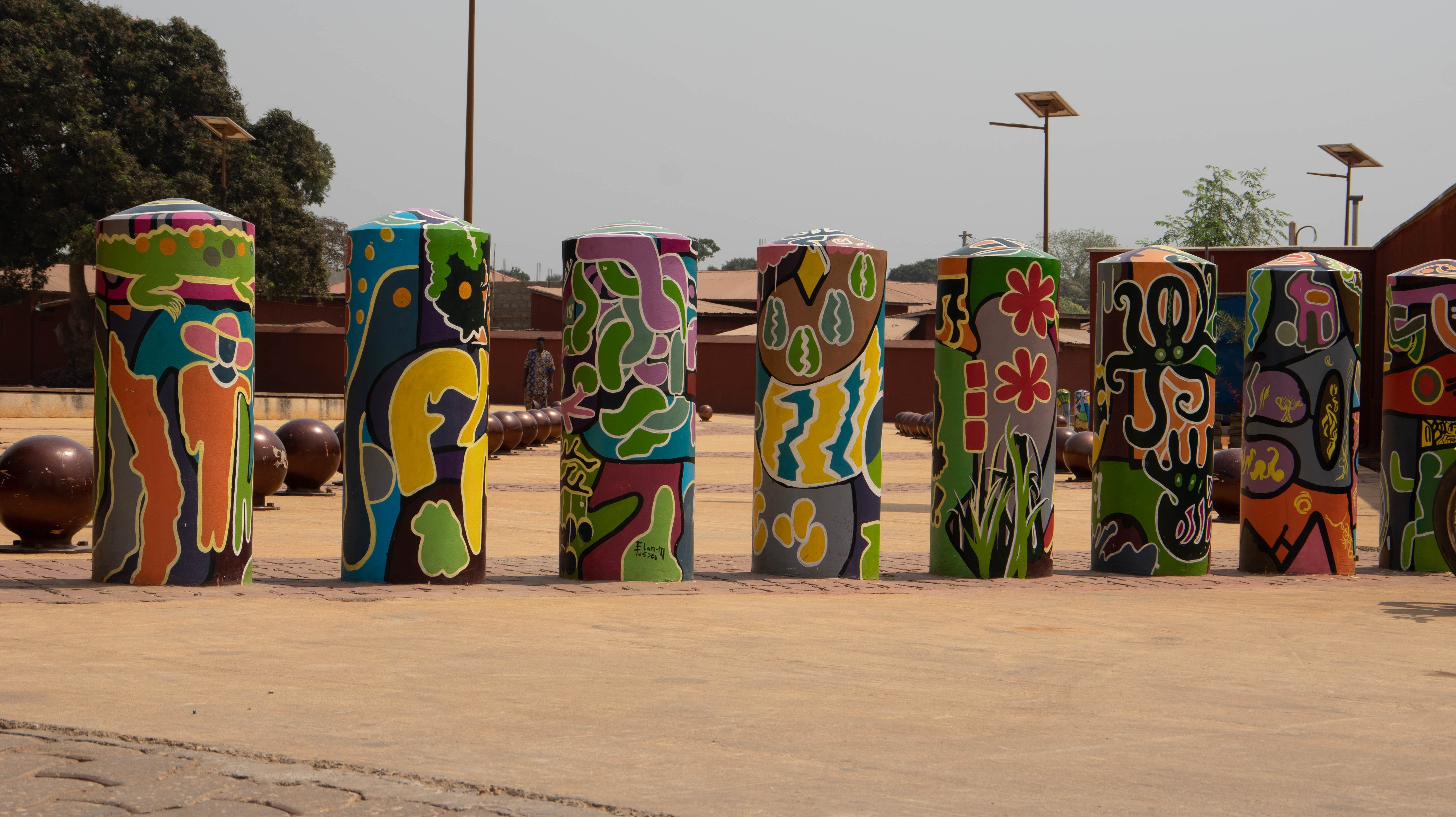
Place Chacha ou Place des enchères

“La Place des Enchères” anciennement “La Place Chacha”, était autrefois le marché public aux esclaves où se faisaient les échanges et vente au Dahomey (actuel Bénin) lors de la traite négrière.
La Place Chacha (ou place des enchères) - Chacha étant le surnom de Francisco Félix de Souza représentant du roi d'Abomey à Ouidah -, est une place publique située dans la ville historique de Ouidah au Bénin.
Encore appelée marché des esclaves, la place Chacha était le lieu où se tenaient les enchères publiques pendant lesquelles les esclaves destinés aux Amériques étaient troqués contre des marchandises .
Elle fut réhabilitée en 1999 grâce à un financement de l'Allemagne.

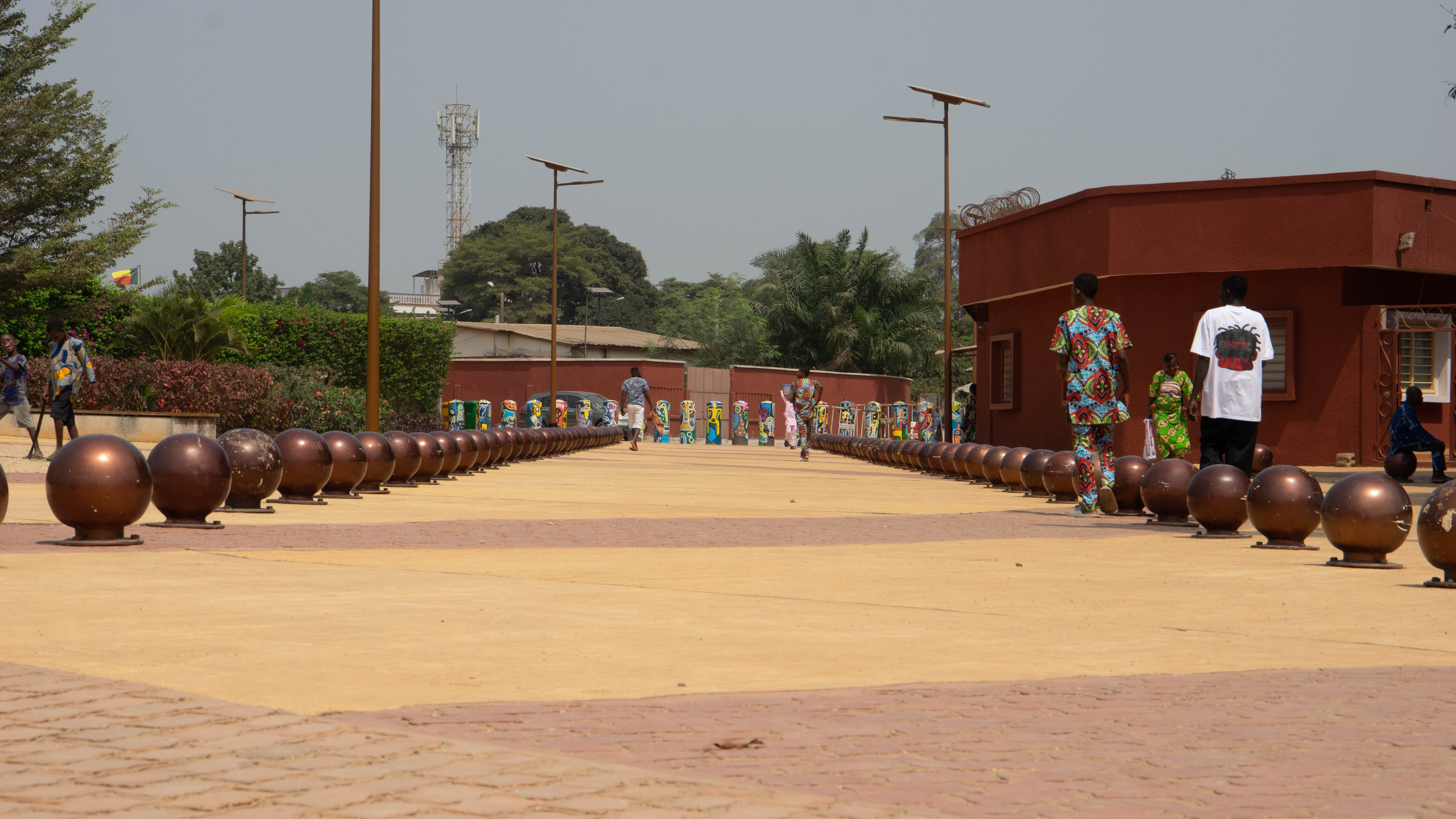
Place Chacha

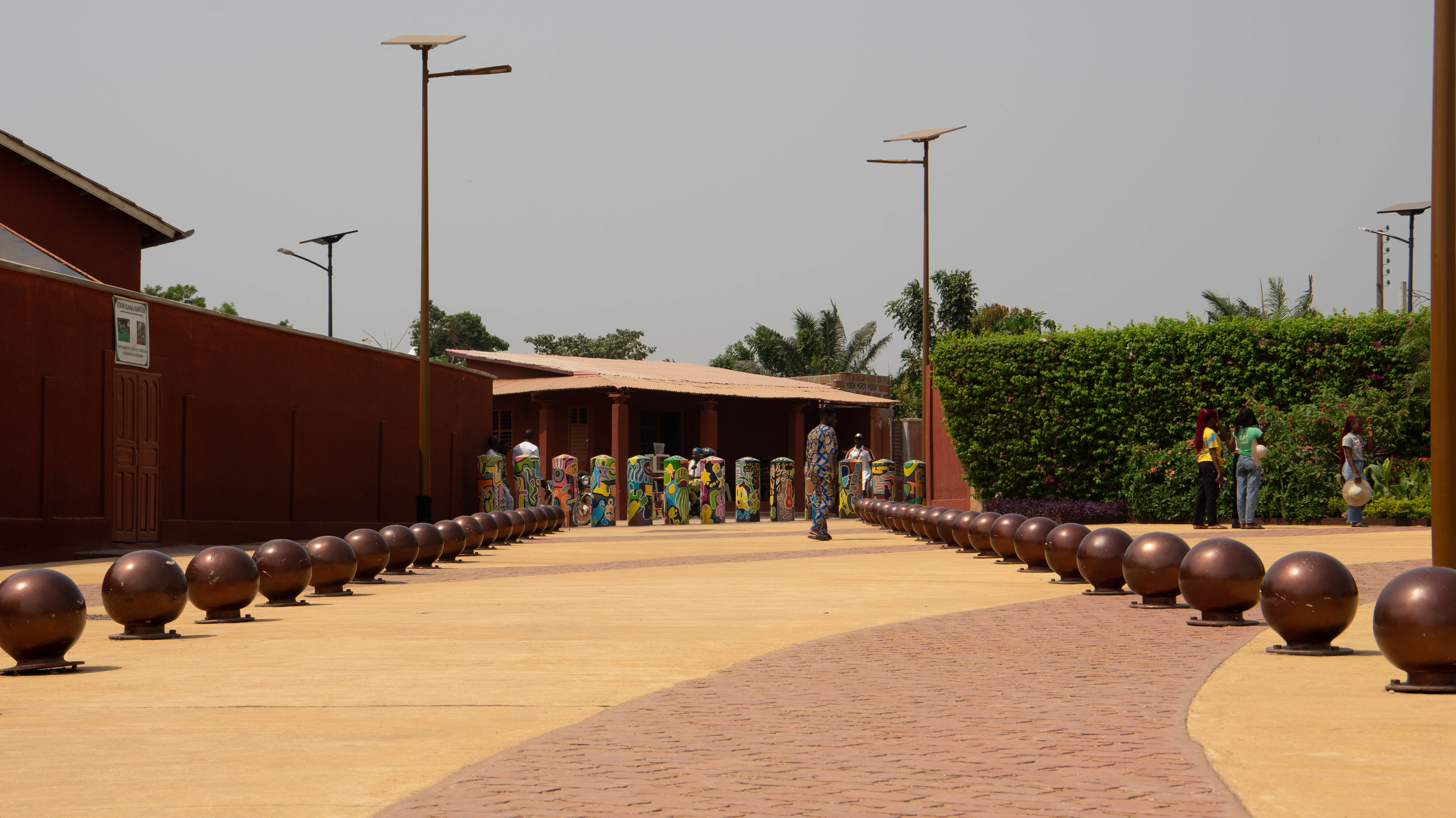
Place des enchères